# Heinz Marecek
Heinz Marecek (* 17. September 1945 in Wien) ist ein österreichischer Schauspieler, Regisseur und Kabarettist.

## Leben
Heinz Marecek studierte am Max-Reinhardt-Seminar. Sein erstes Engagement führe ihn 1966 ans Wiener Ateliertheater. Ab 1968 spielte er an der Wiener Volksoper; von 1971 bis 1998 gehörte er dem Ensemble des Theaters in der Josefstadt an, wo er auch Regie führte.
Neben vielen Rollen in Fernsehproduktionen übersetzt und bearbeitet er englischsprachige Theaterstücke und spielte Kabarett, unter anderen mit dem 2014 verstorbenen Karlheinz Hackl. Bekannt ist er auch aus der Lindenstraße als Bruno Skabowski und aus dem historischen Mehrteiler Ringstraßenpalais, aus der Stegreifserie Die liebe Familie sowie aus der Filmreihe Der Bockerer. Von 2001 bis 2021 spielte Marecek die Rolle des Hannes Kofler in SOKO Kitzbühel. Marecek wirkte als Schauspieler vor der Kamera bisher in über 90 Film-und-Fernsehproduktionen mit. Seit 2009 spielt Heinz Marecek die Rolle des Pensionsbesitzers Franz Marthaler in der Serie Die Bergretter.

## Persönliches
Um 1970 heiratete Marecek die Schauspielerin Julia Migenes, diese Ehe bestand vier Jahre. Aus seiner zweiten Ehe mit Christine stammen zwei Kinder; seine Tochter Sarah Marecek und sein Sohn Ben Marecek sind ebenfalls Schauspieler. Er lebt mit seiner Frau auf einer Finca auf Ibiza.

## Auszeichnungen
- 2016: Verleihung des Berufstitels Professor[7]
- 2018: Goldenes Verdienstzeichen des Landes Wien[8]

## Filmografie (Auswahl)
- 1971: Wenn der Vater mit dem Sohne
- 1972–1976: Die Abenteuer des braven Soldaten Schwejk
- 1975: Parapsycho – Spektrum der Angst
- 1976: Duett zu dritt
- 1977: Das Lächeln einer Sommernacht (1977) (A Little Night Music)
- 1977: Tatort: Der vergessene Mord
- 1979: Tatort: Mord im Grand-Hotel
- 1980–1993: Die liebe Familie (Fernsehserie)
- 1981: Der Bockerer
- 1982: Der Narr von Wien
- 1990: Eine Frau namens Harry
- 1992: Die Hausmeisterin (Fernsehserie)
- 1996: Der Bockerer II – Österreich ist frei
- 1998: Die Neue – Eine Frau mit Kaliber (Fernsehserie)
- 2000: Der Bockerer III – Die Brücke von Andau
- 2001–2021: SOKO Kitzbühel (Fernsehserie)
- 2002: Der Bulle von Tölz: Salzburger Nockerl
- 2003: Der Bockerer IV – Prager Frühling
- 2003–2009, 2019: Lindenstraße (Fernsehserie)
- 2007: Erdbeeris mit Libe
- Seit 2009: Die Bergretter (Fernsehserie)
- 2010: Molly und Mops – Das Leben ist kein Guglhupf
- 2011: Afrika ruft nach Dir
- 2013: Großstadtrevier (Fernsehserie, 1 Folge)
- 2016: Maikäfer flieg
- 2023: Schnee (Fernsehserie)

## Publikationen
- Das ist ein Theater! Begegnungen auf und hinter der Bühne. Residenz Verlag, Wien 2002, ISBN 3-7017-1311-1.
- Ich komme aus dem Lachen nicht heraus: Erinnerungen, mit einem Verzeichnis der Theater-, Film- und Fernsehrollen sowie der Regiearbeiten, Amalthea, Wien 2012, ISBN 978-3-85002-760-1
- Leben ohne Rezept, mit Christine Marecek, Amalthea Signum, Wien 2015, ISBN 978-3-99050-008-8
- Lauter lachende Lyrik, Amalthea Signum, Wien 2016, ISBN 978-3-99050-064-4
- Feuerwerk der Pointen: Sprüche, Zitate, Lebensweisheiten, mit Michael Horowitz, Ueberreuter, Wien 2020, ISBN 978-3-8000-7750-2